# Montelaterone
Montelaterone è una frazione del comune italiano di Arcidosso, nella provincia di Grosseto, in Toscana.

## Geografia fisica
Montelaterone è situato a 670 m d'altitudine sul Monte Amiata e si trova posizionato su una cresta arenaria tra le valli dei torrenti Ente e Zancona, da cui si domina l'abitato di Castel del Piano. Il paese dista circa 4 km da Arcidosso e circa 55 km da Grosseto.

## Storia
L'abitato sorse poco dopo l'anno mille come possedimento dell'abbazia di San Salvatore al Monte Amiata, per poi passare sotto il controllo senese già a partire dall'inizio del XIII secolo.
Il paese rimane quasi ininterrottamente sotto l'egemonia di Siena fino alla metà del XVI secolo quando, a seguito della definitiva caduta della Repubblica senese, entrò a far parte del Granducato di Toscana, seguendone le sorti da quel momento in poi. Nel 1776 fu unito al comune di Arcidosso.

## Monumenti e luoghi d'interesse

### Architetture religiose
- Chiesa di San Clemente, situata nel centro storico, è attestata a partire dal 1302. Ampliata nel XVI secolo con la costruzione delle cappelle di San Cristoforo (1514), per volere di Bartolomeo Vantagioli, e del Corpus Domini (1560), variandone così l'orientamento. Ristrutturazioni successive si ebbero nel 1711, nel 1756, nel 1932-34, e infine nel 1958, quando fu demolito il settecentesco altare maggiore in stucco e sostituito con un altro disegnato dall'architetto Egisto Bellini.[2]

- Chiesa della Madonna della Misericordia, situata all'esterno del centro storico, fu costruita nel 1664 e successivamente ristrutturata nel 1907. Conserva alcuni affreschi di Francesco Nasini raffiguranti la Madonna della Misericordia, i Quattro evangelisti e Cristo benedicente, e una Pietà del 1659.[2]

- Cappella di Santa Lucia alle Stiacciaie, situata alla pendici di Montelaterone, poco prima dell'accesso al borgo, risale agli inizi del XV secolo e conserva all'interno pregevoli opere quali una Madonna col Bambino e i santi Bartolomeo e un altro apostolo, una frammentaria Annunciazione e nella volta la Santissima Trinità in tre volti.[2]

- Pieve di Santa Maria a Lamula, situata alle pendici della collina di Montelaterone, si tratta dell'edificio religioso più famoso e più interessante del territorio di Arcidosso. Assegnato il terreno ai monaci benedettini per la costruzione della chiesa da parte dell'abbazia di San Salvatore nell'anno 837, qui sorse in poco tempo la «cellam sancte Mariae ad Lamulas» (853), e già in un documento del 996 si legge della concessione di papa Gregorio V all'abate Winizzo di battezzare nella chiesa. Nel XII secolo la chiesa venne innalzata a pieve, divenendo un importante centro culturale e sociale del territorio di questo versante dell'Amiata. Nel 1265 fu attaccata e danneggiata dai senesi, ma già tre anni dopo ci si adoperava per sistemarla, grazie all'opera di un tale Paganuccio. La pieve rimase un importante luogo di riferimento fino al XVI secolo. Ristrutturata in forme barocche nel corso del Seicento, la chiesa fu restaurata e riportata all'originario aspetto romanico negli anni tra il 1935 e 1943, ad opera dell'architetto Egisto Bellini. Il toponimo, Lamula, era il nome di un villaggio alto-medievale oggi scomparso nei pressi del quale venne realizzata la chiesa (nei documenti si legge infatti ad Lamulas o vico Lamule), anche se la leggenda lo fa risalire ad una fantomatica mula, che trasportando la statua della Madonna, si inginocchiò nel punto in cui sarebbe dovuta sorgere la chiesa, tanto che ancora oggi sarebbero visibili i segni delle sue ginocchia.[3][4]

### Architetture civili
- Palazzo Pretorio, situato in via del Pretorio, risale al XIV secolo. Sulla facciata sono posti tre stemmi dei podestà: Forese dei Foresi di Siena, datato 1543, Cristoforo Petri (1473) e Niccolò di Bogino (1505).[2]

### Architetture militari
- Mura di Montelaterone: si conservano solo alcuni tratti della doppia cinta muraria del borgo medievale di Montelaterone, tra cui due porte di accesso al centro storico, tra le quali spicca la caratteristica Porta di Mezzo.[5]

- Cassero di Montelaterone, conosciuto comunemente come Roccaccia, si presenta sotto forma di ruderi, seppure ben conservati, a pianta pentagonale in muratura a filarotto a bozze di trachite. Sul lato orientale è addossata una torre a base quadrata.[5]

## Società

### Evoluzione demografica
Quella che segue è l'evoluzione demografica della frazione di Montelaterone. Sono indicati gli abitanti dell'intera frazione e dove è possibile la cifra riferita al solo capoluogo di frazione. Dal 1991 sono contati da Istat solamente gli abitanti del centro abitato, non della frazione.
| Anno | Abitanti | Abitanti       |
| Anno | Frazione | Centro abitato |
| ---- | -------- | -------------- |
| 1640 | 626      | —              |
| 1745 | 558      | —              |
| 1833 | 1 202    | —              |
| 1845 | 1 460    | —              |
| 1921 | 1 739    | —              |
| 1931 | 1 478    | —              |
| 1936 | 1 460    | 1 123          |
| 1961 | 1 041    | 811            |
| 1981 | 646      | 517            |
| 1991 | —        | 363            |
| 2001 | —        | 283            |
| 2011 | —        | 254            |

## Geografia antropica

### Contrade
Il borgo di Montelaterone è diviso tradizionalmente in tre contrade. Tali contrade gareggiavano tra loro nel palio dei cavalli, usanza poi spentasi qualche decennio fa.
- Porta (colori bianco e celeste), la parte centrale.
- Rocca (giallo e rosso), la parte alta del borgo.
- Valle (verde e rosa), la parte bassa, che comprende anche casali e abitazioni situate ai piedi della collina.

### Altre località del territorio
Fanno parte del territorio della frazione di Montelaterone anche altre località situate nei pressi del borgo:
- Case Rosse-Benedettini, località situata dopo il bivio per Arcidosso lungo la strada che proviene da Paganico. Deve il suo toponimo a possibili celle benedettine dipendenti dalla pieve di Lamula.

- Gualchiere, piccola borgata raggiungibile imboccando una strada tra le Case Rosse e le Pergole, nota per la lavorazione della lana.

- Pergole, località situata lungo la strada provinciale del Cipressino, poco prima del bivio per Arcidosso alle Case di Begname. È composta principalmente da strutture ricettive e artigianali.